# Fatiga del suelo
Se conoce como fatiga del suelo o suelo cansado un fenómeno que se produce en los terrenos agrícolas por el cual las producciones pueden ver disminuidos sus rendimientos, producir enanismo en las plantas, amarilleos, retrasos en el desarrollo etc.  Es un fenómeno complejo que no se ha podido achacar solo a una determinada causa y loso síntomas pueden variar mucho.
Uno de los factores que más contribuyen a la aparición de este fenómeno es el monocultivo que produce efectos alelopáticos que perjudican el desarrollo de posteriores cultivos. También puede producir la acumulación de patógenos que afectan a una determinada especie y por tanto afecta en mayor medida cada vez que se repite un mismo cultivo. 